# Zamach w Al-Kahtanijji (2007)
Zamach w Al-Kahtanijji – zamach terrorystyczny, który miał miejsce 14 sierpnia 2007 roku w  Al-Kahtanijji. Był najkrwawszym zamachem podczas interwencji państw zachodnich w Iraku, a także z największą liczbą ofiar po atakach z 11 września 2001 na World Trade Center.

## Zamach
Celem ataku terrorystów, powiązanych z Al-Ka’idą w Iraku, była społeczność jezydów w miejscowości Al-Kahtanijja, leżącej w muhafazie Niniwa. Zamach został przeprowadzony za pomocą cysterny i trzech samochodów wypełnionymi łącznie dwiema tonami materiałów wybuchowych. Potężne eksplozje wywołane przez zamachowców samobójców, kierujących pojazdami, spowodowały dewastacje budynków mieszkalnych, co spotęgowało liczbę zabitych.
Łącznie według irackiego Czerwonego Półksiężyca zginęło 796 osób, a 1562 zostało rannych.